# Jean-Charles Descubes
Jean-Charles Marie Descubes (ur. 7 lutego 1940 w Tonnay-Charente) – francuski duchowny katolicki, arcybiskup Rouen, prymas Normandii w latach 2004-2015.

## Życiorys

### Prezbiterat
Święcenia kapłańskie otrzymał 3 lipca 1965 i został inkardynowany do diecezji La Rochelle. Był m.in. wikariuszem katedry, kierownikiem wydziału kurialnego ds. formacji stałej kapłanów oraz wikariuszem generalnym diecezji.

### Episkopat
13 grudnia 1996 papież Jan Paweł II mianował go biskupem ordynariuszem diecezji Agen. Sakry biskupiej udzielił mu kard. Pierre Eyt.
25 marca 2004 został mianowany arcybiskupem Rouen, który tradycyjnie jest prymasem Normandii.
10 lipca 2015 przeszedł na emeryturę, a jego następcą został ogłoszony arcybiskup Dominique Lebrun.